# Idiot Pilot
Idiot Pilot était un groupe américain de Bellingham, dans l'État de Washington, oscillant entre du rock parfois post-hardcore (notamment pour la voix de chœur) et de l'électronique. Il est composé du chanteur Michael Harris, qui se charge principalement du chant clair et de Daniel Anderson qui quant à lui s'occupe de la majorité des instruments (guitare, sample) ainsi que du chant post-hardcore. On reconnaît dans leurs influences des groupes comme My Bloody Valentine, Radiohead et notamment Deftones avec lesquels il a repris la chanson Teenager.
La chanson Retina And the Sky fait partie de la BO du film Transformers.
Alors que le troisième album du duo était terminé, le groupe a annoncé sa séparation en janvier 2011, peu satisfait de la qualité de leurs dernier opus, le groupe a indiqué vouloir passer plus de temps avec leurs familles respectives et explorer d'autres horizons musicaux.

## Discographie
- Strange We Should Meet Here (en) (2005)
- Wolves (2007)